# Gilbert Ryle
Gilbert Ryle (Brighton, 19 agosto 1900 – Whitby, 6 ottobre 1976) è stato un filosofo britannico.
Ryle fece parte della generazione di filosofi del linguaggio comune influenzati da Ludwig Wittgenstein ed è conosciuto soprattutto per la sua critica del dualismo cartesiano, per il quale coniò l'espressione "il fantasma nella macchina" ("the ghost in the machine"). Alcune delle sue idee nella filosofia della mente sono considerate "comportamentiste" (da non confondersi con il comportamentismo psicologico di Skinner e Watson).

## Vita
Il giovane Ryle crebbe in un ambiente intellettualmente stimolante. Suo padre coltivava interessi in filosofia e astronomia e lasciò in eredità ai figli una vasta biblioteca. Ryle inizialmente studiò al Brighton College. Nel 1919 si trasferì al The Queen's College a Oxford, per studiare lingue classiche, ma fu presto attratto dalla filosofia. Si laureò come primo della sua classe nel 1924 e fu nominato lettore in filosofia a Christ Church, Oxford. L'anno successivo fu nominato tutore. Ryle rimase a Christ Church fino alla seconda guerra mondiale.
In quanto capace linguista, fu reclutato nell'intelligence militare durante la guerra, dopodiché fece ritorno a Oxford e fu eletto Waynflete Professor of Metaphysical Philosophy e fellow del Magdalen College, Oxford. Lì pubblicò la sua opera principale, "The Concept of Mind" nel 1949. Fu presidente della Aristotelian Society dal 1945 al 1946, e curatore della rivista filosofica Mind dal 1947 al 1971.

## La filosofia come cartografia
La filosofia tradizionale concepiva il compito del filosofo come lo studio degli oggetti mentali invece che fisici. Ryle sostenne che non era più possibile per i filosofi credere ciò. Invece di questo, Ryle osservò la tendenza dei filosofi ad investigare su oggetti la cui natura non era né fisica né mentale. Ryle pensava invece che "i problemi filosofici sono problemi di tipo particolare, non sono problemi ordinari riguardanti enti speciali".
Ryle propone l'analogia della filosofia come cartografia. Chi ha competenze in un certo linguaggio, secondo Ryle, sta a un filosofo come gli abitanti di un villaggio a un cartografo. Gli abitanti del villaggio hanno una certa competenza riguardo al proprio villaggio, conoscono abitanti e dintorni. Se venisse loro chiesto di consultare una mappa per desumerne lo stesso tipo di conoscenze, incontrerebbero problemi finché non riuscissero a correlare e tradurre le loro conoscenze pratiche in simboli cartografici. L'abitante del villaggio concepisce il villaggio in termini pratici e personali, mentre il cartografo lo concepisce in termini neutrali, pubblici e astratti.
Stilando una "mappa" delle parole e delle frasi contenute in determinate espressioni, i filosofi possono generare quelli che Ryle chiama "fili d'implicazione". In altre parole, ogni parola e frase di un'espressione contribuisce all'espressione in modo tale che, se le parole o frasi fossero mutate, l'espressione avrebbe un'implicazione diversa. Il filosofo deve mostrare le direzioni e i limiti dei diversi "fili d'implicazione" che un "concetto contribuisce alle espressioni in cui compare". Per mostrare ciò, deve "strattonare" i fili contigui, che, a loro volta, propagano gli "strattoni". La filosofia quindi indaga il significato di questi fili d'implicazione nelle espressioni in cui sono usati.

## The Concept of Mind
In The Concept of Mind (1949), Ryle sviluppa una critica del dualismo mente-corpo, diffuso nella filosofia occidentale da Cartesio in poi. L'idea di una mente come entità indipendente, che abita e controlla il corpo, va rifiutata come un rimasuglio superfluo di un periodo antecedente lo sviluppo della biologia moderna e che non può più essere preso alla lettera. Parlare di una mente e un corpo come entità separate può avere solo la funzione di descrivere metaforicamente le abilità di organismi complessi, come strategie per la risoluzione di problemi, capacità di astrazione e generalizzazione, di generare ipotesi e metterle alla prova, eccetera, in relazione al loro comportamento.
Attacca l'idea di pensatori del XVII e XVIII secolo (in particolare Cartesio) della natura come una macchina complessa, e dell'uomo parimenti come una macchina con un inesplicabile "fantasma" al suo interno, per riuscire a spiegare intelligenza, spontaneità eccetera. L'idea di un fantasma nella macchina porta a problemi insuperabili e contraddizioni interne: come si potrebbe mai capire se all'interno di altri corpi ci siano "fantasmi" come il nostro? Che senso ha postulare un "fantasma" immateriale e senza proprietà causali o spaziali "in" un corpo esteso come suo principio motore? Quindi, mentre una terminologia "mentalista" gioca un ruolo importante nella descrizione del comportamento umano, gli esseri umani non sono analoghi a delle macchine, né esiste una necessità filosofica di postulare principi nascosti per spiegare capacità che vanno oltre le possibilità meccaniche.
Ryle asserisce che le operazioni della mente non sono distinte da quelle del corpo. Il vocabolario mentale è semplicemente una maniera differente di descrivere un'azione. Le motivazioni di una persona sono definite in parte dalle sue disposizioni ad agire in certe situazioni. Non ci sono esplicitamente sentimenti, dolori o atti di vanità: ci sono solo certe azioni sussunte sotto una tendenza comportamentale indicata come, ad esempio, "vanità".
Scrittori, storici e giornalisti non hanno alcun problema nell'ascrivere motivazioni e valori morali alle azioni delle persone. Il problema si pone solo quando i filosofi insistono ad attribuire tali qualità a un dominio mentale o spirituale a sé stante. Ryle inoltre propose l'argomento classico contro il cognitivismo, il regresso di Ryle.

## Influenza e critica
Al suo apparire "The Concept of Mind" fu riconosciuto come un importante contributo alla psicologia filosofica e alla filosofia del linguaggio comune. Però, negli anni 1960 e 1970 ebbero il sopravvento le teorie cognitiviste di Noam Chomsky, Herbert Simon, Jerry Fodor e altri della scuola neo-cartesiana. Chomsky addirittura scrisse un libro intitolato Cartesian Linguistics. Nel dopoguerra le due maggiori scuole nella filosofia della mente, il rappresentazionalismo di Fodor e il funzionalismo di Wilfrid Sellars postulavano esattamente il tipo di stati cognitivi "interni" contro cui aveva argomentato Ryle. Comunque, come dimostra Daniel Dennett, suo influente allievo, recenti tendenze della psicologia come embodied cognition, discursive psychology, situated cognition e altre nella tradizione post-cognitivista hanno rinnovato l'interesse verso Ryle. Dennett ha scritto una prefazione molto positiva per la nuova edizione di The Concept of Mind. 
Ryle rimane un notevole rappresentante della possibilità di dare un'interpretazione sensata alle attività complesse dell'uomo, senza ricorrere a entità come l'anima o una mente astratta.
Il concetto di descrizione densa sviluppato da Ryle in "Il pensare i pensieri: Cosa sta facendo 'Il Pensatore'?" ("The Thinking of Thoughts: What is 'Le Penseur' Doing?") e in "Pensare e Riflettere" ("Thinking and Reflecting"), ha avuto un'influenza consistente su antropologi sociali quali Clifford Geertz.
Allan Bloom, classicista noto per il suo controverso The Closing of the American Mind, aspro critico di Ryle, scrisse:
(Bloom 1970)
La critica di Bloom accusa Ryle di "aristotelizzare" anacronisticamente i testi di Platone, facendoli passare attraverso un "colino analitico". Secondo Bloom, questa mediazione vizia i contenuti dei testi platonici "torturandoli fino a farli conformare a un principio dogmatico", piuttosto che accedervi nel modo più naturale.

## Opere
- The Concept of Mind (1949), trad. it. e cura di Ferruccio Rossi-Landi, Lo spirito come comportamento, Torino: Einaudi, 1955, poi Roma-Bari: Laterza, 1982; poi come Il concetto di mente, trad. di Gianfranco Pellegrino, prefazione di Daniel C. Dennett, ivi, 2007. ISBN 978-88-420-7482-3
- Dilemmas (1954), trad. it. di Enrico Mistretta, Dilemmi, Roma: Astrolabio Ubaldini, 1968. ISBN 88-340-0205-9
- Plato's Progress (1966), trad. it. Mario Stefanoni, Per una lettura di Platone , Milano: Guerini, 1991. ISBN 88-7802-283-7
- On Thinking (1979), trad. it. e cura di Grazia Melilli Ramoino, Pensare pensieri, Roma: Armando, 1990. ISBN 88-7144-105-2
- A Rational Animal, trad. it. e introduzione di E. Riverso, Animale ragionevole, Roma: Armando, 1977 (contiene Autobiografia)
- Can virtue be taught?, trad. it. di e in Grazia Ramoino Melilli, Gilbert Ryle: itinerari concettuali, Pisa: Ets, 1997. ISBN 88-467-0045-7